# Vidra (Arad megye)
Vidra (románul: Vidra) település Romániában, a Partiumban, Arad megyében.

## Fekvése
Nagyhalmágytól északnyugatra fekvő település.

## Története
Vidra a középkorban Zaránd vármegyéhez tartozott. Nevét 1477-ben említette először oklevél Wydra néven. 1808-ban és 1913-ban is Vidra néven írták.
A trianoni békeszerződés előtt Arad vármegye Nagyhalmágyi járásához tartozott.
1910-ben 777 görögkeleti ortodox román lakosa volt.

## Nevezetességek
- Szent Kozma és Damjánnak szentelt ortodox fatemploma 1784-ben épült; a romániai műemlékek jegyzékében az AR-II-m-B-00658 sorszámon szerepel.[2]

## Galéria

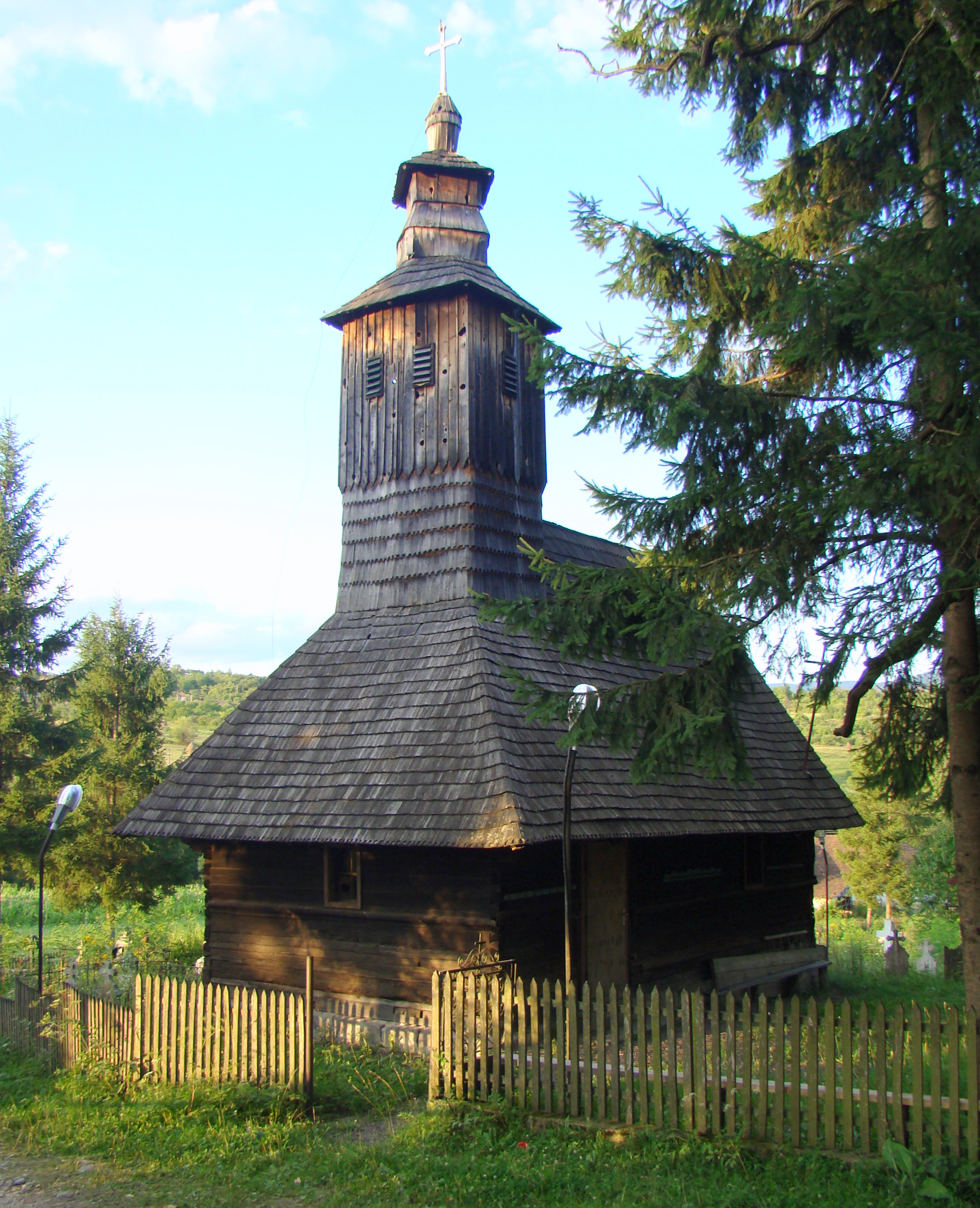
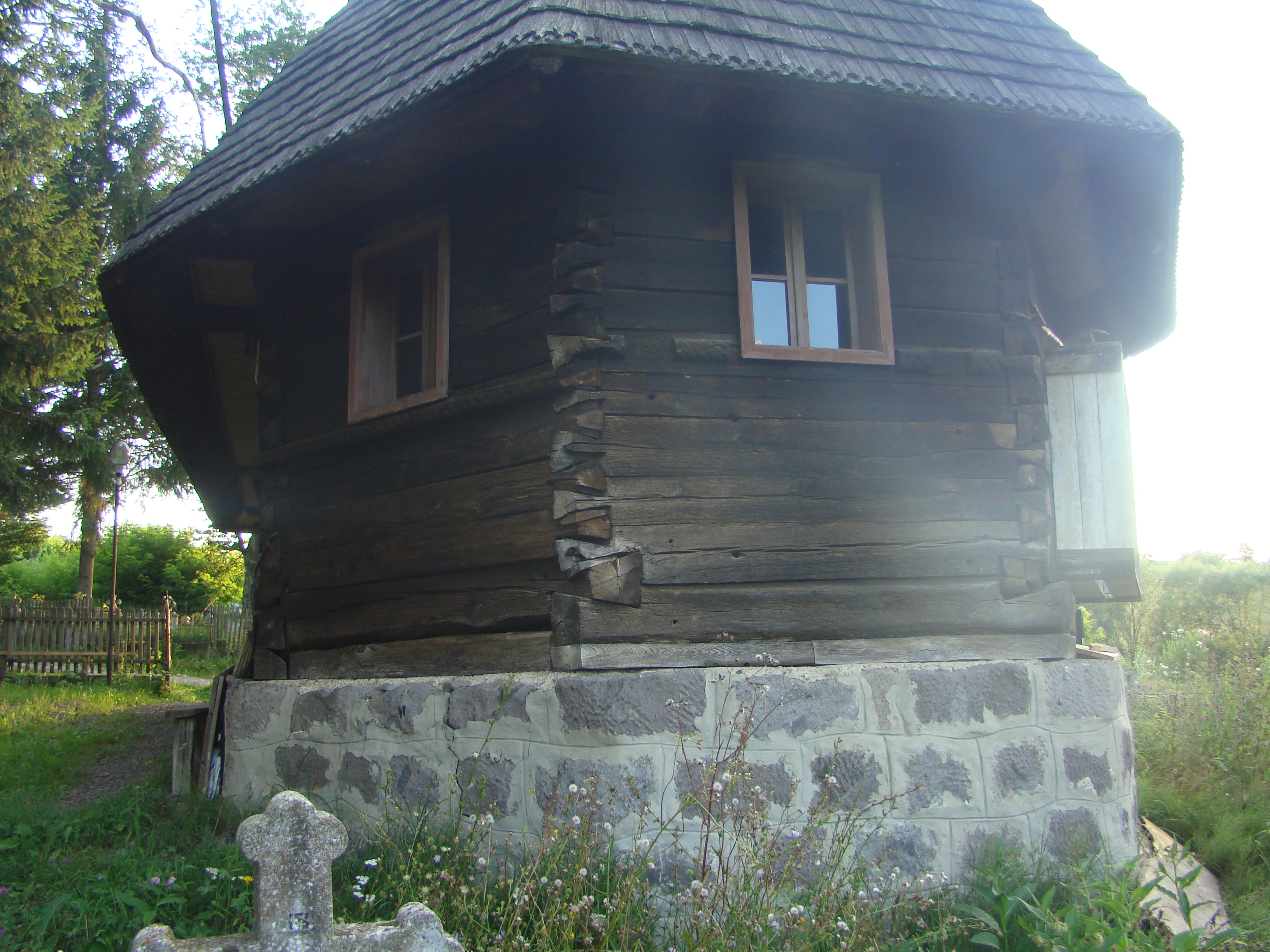
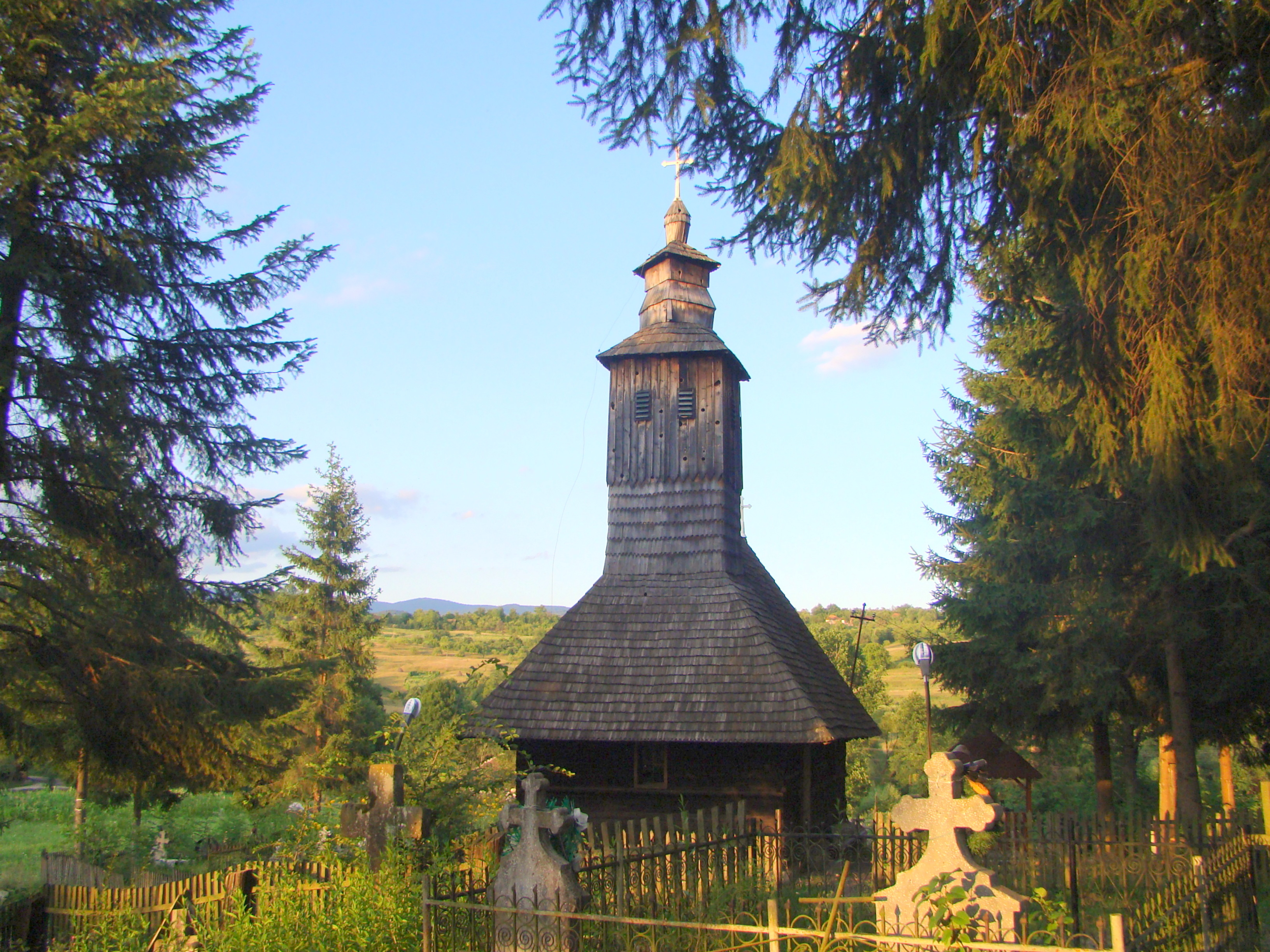
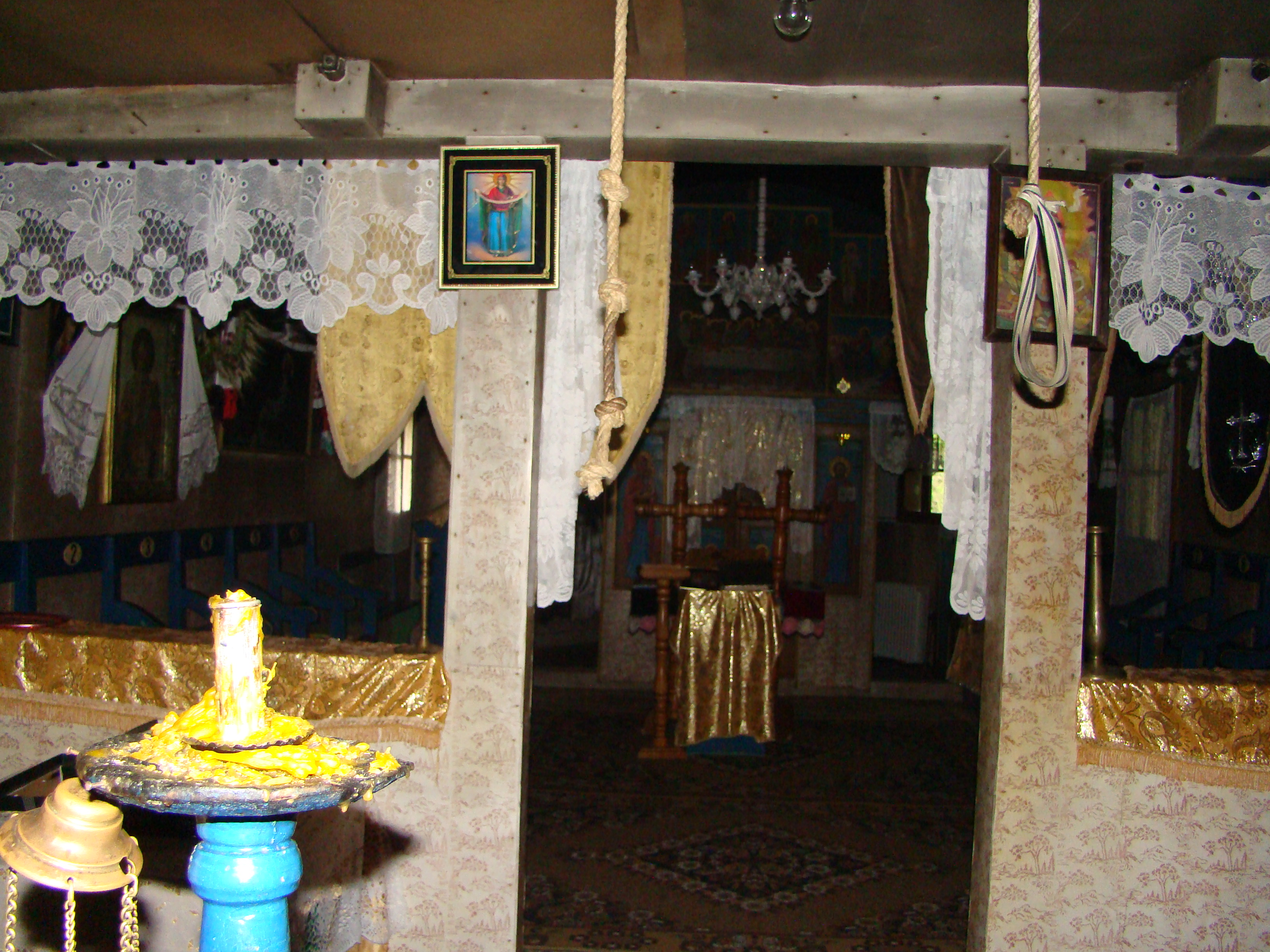